# جبران (مجموعه تلویزیونی)
جبران (انگلیسی: Reprisal) یک سریال درام تلویزیونی تلویزیونی آمریکایی است که در ۶ دسامبر ۲۰۱۹ در هولو پخش شد. در ژوئن ۲۰۲۰، این سریال پس از یک فصل لغو شد.

## خلاصه
جبران دربارهٔ «یک زن است که پس از رها شدن از مرگ، یک کارزار انتقام جویانه را علیه یک باند رهبری می‌کند.»

## بازیگران
- ابیگیل اسپنسر در نقش کاترین هارلو / دوریس کوین
- خودریگو سانتورو در نقش جوئل کلی
- مینا مسعود در نقش ایتان هارت
- مدیسون دونپورت در نقش مردیت هارلو
- دیوید دستمالچیان در نقش جانسون
- ریس ویکفیلد در نقش متی
- کریگ تیت در نقش ارل
- واوی جونز در نقش کوردل
- شین کالاهان در نقش برو
- روری کاکرین در نقش برت
- لی دلاریا نقش کوینی
- بتانی آن لیند در نقش مولی کوین / گریس
- گیلبرت اوور در نقش باش برانیگان
- دبلیو ارل براون در نقش ویت
- ران پرلمن در نقش گراهام بزرگ

## تولید

### توسعه
در ۱۸ ژوئن ۲۰۱۸، اعلام شد که هولو دستور تولید آزمایشی را داده‌است. این قسمت توسط جوش کوربین نوشته شده و جاناتان وان تولکن کارگردانی کرده‌است. کوربن همچنین در کنار وارن لیتلفیلد و باری جوزن به عنوان تهیه‌کننده اجرایی فعالیت داشت. شرکت‌های تولیدی درگیر، استودیوهای A + E و شرکت Littlefield بودند. در ۱۱ فوریه ۲۰۱۹، در جریان تور مطبوعاتی زمستانی انجمن منتقدان تلویزیون اعلام شد که هولو یک سفارش مجموعه به تولید داده‌است. اولین بار در ۶ دسامبر ۲۰۱۹ این سریال پخش شد. در ۱۰ ژوئن ۲۰۲۰، هولو پس از یک فصل سریال را لغو کرد.
در اوت ۲۰۱۸ اعلام شد که ابیگیل اسپنسر، منا مسعود، دیوید دستمالچیان و ریس ویکفیلد برای بازی در نقش‌های اصلی انتخاب شده‌اند. در تاریخ ۱۰ ژوئیه ۲۰۱۹، گزارش شد که کریگ تیت، وووی جونز، شین کالاهان و روری کاکرین به عنوان داوطلب سریال انتخاب شدند. در ۲۲ ژوئیه ۲۰۱۹، لیا دلاریا برای یک نقش تکراری انتخاب شد.

### فیلمبرداری
قسمت آزمایشی آن در ویلمینگتون، کارولینای شمالی فیلمبرداری شده و بقیه فصل اول نیز در ویلمینگتون فیلمبرداری خواهد شد.

## نقدها
در راتن تومیتوز، این مجموعه براساس ۱۶ بررسی دارای امتیاز تأیید ۴۴٪ با میانگین امتیاز ۱۰/۱۰ است. در اجماع انتقادی این وب سایت آمده‌است: «عملکردهای جامد و سرعت سریع، انتقام جویی را به همراه دارد، اما سبک آن نسبت به ماده اصلی همه تفاله، آب کمی است.» در متاکریتیک، بر اساس ۷ منتقد، میانگین نمره وزنی ۵۳ از ۱۰۰ را نشان می‌دهد که نشان دهنده «بررسی مختلط یا متوسط» است.